# XXIV Lliga Professional de Raspall
La XXIV Lliga Professional de Raspall (2017) s'anuncià dimecres 15 de març, amb la participació de vint raspallers repartits entre set equips (sis trios i una parella): els finalistes de l'edició anterior —Ricard, Sanchis, Roberto, Ian i Miravalles— competien en equips diferents i el campió individual, Moltó, fa l'única parella amb Brisca, mentre els altres trios s'anuncien com uns equips equilibrats. A la setmana següent, dimarts 20 es feu públic el calendari de les vint-i-una partides de la fase regular: els quatre primers equips classificats (Alzira, Barxeta, el Genovés i Oliva) jugaran les semifinals, a partida única; la final, en canvi, serà al millor de tres partides.
Dels raspallers participants, el més jove era l'alzireny Lorja, amb dèsset anys; dels altres semifinalistes, el major era Sanchis, amb vint-i-tres anys.

## Cronologia
La partida inaugural, jugada divendres 24 de març en el Genovés, registrà bona afluència de públic però fon sabatera: els blaus (Pablo, Sanchis i Raül) guanyaren els dos primers jocs i els rojos (Moltó i Brisca) només tingueren opcions de guanyar el tercer, a partir del qual el marcador es precipità fins al 25 a 0 definitiu. La segona partida tingué lloc al sendemà, dissabte 25, a Bellreguard: el trio blau (Montaner, Canari i Dorín) guanyà la reballada i el primer joc des del dau, però en passar els rojos —Ricard, Josep i Miravalles— al traure, els tres jocs següents capgiraren el marcador a favor d'ells. Encara que l'espenta de Canari els supongué un joc més als blaus, el resultat final fon de 25 a 15 i els tres punts per a l'equip roig. Dilluns 27 a Xeraco, Sergio, Tonet i Ricardet guanyaren a Moncho, Coeter i Néstor en una partida dauera: el trio de Sergio, de roig, guanyà el primer joc al rest i mantingué eixe avantatge durant tota la partida fins al resultat de 25 per 15, gràcies al joc de Tonet IV.
L'últim equip en debutar —Ian, Roberto i Lorja, de blau— ho feu dimecres 29 a Guadassuar front a Pablo, Sanchis i Raül: els quatre primers jocs els guanyà l'equip que treia, però llavors el trio de Roberto anà creixent i, després de desmarcar-se quinze a deu amb un joc molt disputat, els rojos varen perdre de quinze. Divendres 31, els trios de Moncho i Montaner s'enfrontaren a Piles: el d'est últim, de blau, acompanyat per Canari i Dorín, s'apuntaren els dos primers jocs amb relativa facilitat gràcies al traure de Montaner, i encara que els rojos en guanyaren un altre (5 per 10), no reaccionaren fins al 15 per 5 en contra, quan Moncho ha entrat en la partida; amb 20 als 5 per als blaus, Dorín fallà dos pilotades clau per a sentenciar la vesprada i, de retruc, gràcies a Moncho i Néstor els rojos remuntaren fins a guanyar 25 per 20, amb la qual cosa es repartiren els tres punts en joc.
Dissabte 1 d'abril, els equips de Castelló i Barxeta s'enfrontaren a la Llosa de Ranes: la parella, de roig, guanyà la reballada i Moltó feu molts quinzes des del traure, i encara que els blaus tingueren val en els tres últims jocs, la partida fon per a Moltó i Brisca per 25 a 5. Al sendemà, els equips genovesí i alzireny s'enfrontaren a cals últims, amb el públic a favor dels raspallers locals i tot de cara: la reballada per als blaus, el traure per a Ian i les pilotades de Roberto i Lorja els feren guanyar els tres primers jocs seguits (15 per res); llavors el trio de roig —Sergio, Tonet i Ricardet— acurtà la diferència amb dos jocs seguits (10 per 15), però la igualada no pogué ser i els blaus sentencià la vesprada 10 a 25, amb la qual cosa es convertiren en els líders invictes de la segona roda.
Dimarts 4 a Oliva (Safor), el trio local (Pablo, Sanchis i Raul), de roig, guanyà al de Xeraco (Montaner, Canari i Dorín) 25 per 10: els rojos feren dos jocs consecutius (10 per res) i els blaus (10 a 10), i la igualtat entre ambdós equips es va mantindre en els dos jocs següents, en els quals tots tingueren val a favor però al remat els varen guanyar els rojos (20 per 10), que varen guanyar l'últim de manera clara. Divendres 7, els equips de Castelló i de Simat s'enfrontaren al trinquet del Genovés en una partida dauera en la qual no es va fer cap de joc des del rest, encara que hi hagueren oportunitats, per la qual cosa el resultat alternatiu de 25 a 20 a favor dels rojos (Ricard, Josep i Miravalles) els donà dos dels tres punts en joc, i l'altre per a Moncho, Coeter i Néstor.
Dissabte 8, Moltó i Sergio s'enfrontaren de nou a Bellreguard, escenari de la final del XXX Individual de Raspall que disputaren l'any anterior: Sergio i companyia (de blau) guanyaren el primer joc del dau estannt, però Moltó i el seu mitger igualaren a 10 i s'avançaren a 15 per 10 al rest; igualats a 15, el joc següent fon el més decisiu de la partida, ja que demostrà els poders de la parella i acabà d'afonar al trio genovesí, que no pogué evitar el 25 per 15 final.
Dilluns 10 a Xeraco, l'equip local, que fins llavors només havia fet un punt, n'aconseguí tres més en guanyar el trio d'Alzira —líder invicte encara— 25 per 10: Montaner, Canari i Dorín, de roig, feren valdre la familiaritat amb la canxa xeraquera per a desmarcar-se del 10 a 10 inicial i fer la seua millor partida en la Lliga; no obstant això, la classificació del trio de Xeraco encara dependria d'altres factors i, a més, Montaner acabà la partida amb molèsties en la cama esquerra. Així, el trio d'Oliva (Pablo, Sanchis i Raul) passà a encapçalar la classificació i, dos dies més tard, refermà el seu lideratge en guanyar el trio de Castelló a Guadassuar: Ricard, Josep i Miravalles, de blau, entraren tard al joc, quan el trio de roig estava a punt de fer-los partida sabatera (20 per res), però el castelloner encara aconseguí espentar i fer dos jocs (20 per 10) i tingué val per a fer un altre joc, que al remat guanyaren els rojos.
Divendres 14 al trinquet Ciscar, la parella de Barxeta guanyà el trio de Simat i, per tant, empatà en punts amb el trio d'Oliva en la classificació: igualats a 15, els blaus (Moncho, Coeter i Néstor) tingueren l'oportunitat d'aplegar a 20 i passar al traure, però foren els rojos (Moltó i Brisca) els que sentenciaren la partida amb els dos últims jocs. Al sendemà, a Pelayo, el resultat de 25 per 10 favorable a Sergio, Tonet IV i Ricardet sentencià els seus oponents (Montaner, Canari, Dorín) amb poques possibilitats de passar a semifinals, mentre el trio del Genovés pujava fins a la quarta posició: la partida començà igualada amb dos jocs alternatius del dau, però a partir del 15 per 10 els blaus es feren amb la partida, gràcies al joc a l'aire de Sergio.
La partida de dimarts 18 a Oliva estigué molt igualada, i encara que els rojos (Ricard, Josep, Miravalles) tingueren molts vals a favor, els blaus (Ian, Roberto i Lorja) resolgueren millor i els guanyaren 25 per 10: el resultat aüssà l'equip d'Alzira, afonà el de Castelló i, de retruc, desqualificà definitivament l'equip de Xeraco, sense opcions de classificació i amb una partida per jugar. En la següent, disputada dissabte 22 a Bellreguard, Pablo, Sanchis i Raül guanyaren en partida sabatera el passe matemàtic a semifinals i eliminaren els seus oponents, Moncho, Alberto —en substitució de Coeter II, lesionat— i Néstor: encara que ambdós equips començaren en igualdat, l'absència del Coeter es feu notar i els blaus no pogueren plantar cara a la compenetració dels rojos.
Dilluns 24, els equips de Castelló i el Genovés es jugaren la classificació al trinquet Batiste: el trio local (Ricard, Josep i Miravalles), de roig, necessitava guanyar els visitants (Sergio, Tonet i Ricardet) a casa i esperar que perderen la següent partida, però els blaus es varen classificar 25 per 15. Els rojos marcaren primer al dau, però els tres jocs següents foren blaus (15 per 5), i a punt estigueren de fer-ne un altre, però els castelloners reaccionaren amb un altre joc del dau abans de ser eliminats 25 per 15. Dimecres 26 a Castelló de Rugat, Coeter tornà a ser baixa en l'última partida del seu equip, contra el d'Ian, Roberto i Lorja: l'equip de Simat, de roig i amb Alberto de mitger, tingué val en el segon joc, però no aconseguí fer-ne cap; al remat, la feren sabatera i l'equip d'Alzira empatà a dotze punts amb els d'Oliva i Barxeta.
| Equips                 | ·  | P.  | Tanteig | Rest     | Mitger    | Punter     |
| ---------------------- | -- | --- | ------- | -------- | --------- | ---------- |
| Ajuntament d'Alzira    | 14 | 5/6 | 135-75  | Ian      | Roberto   | Lorja      |
| Ajuntament de Barxeta  | 13 | 4/6 | 120-95  | Moltó    | Brisca    |            |
| Ajuntament del Genovés | 12 | 4/6 | 125-95  | Sergio   | Tonet IV  | Ricardet   |
| Ajuntament d'Oliva     | 12 | 4/6 | 115-70  | Pablo    | Sanchis   | Raül       |
| El Poble de Castelló   | 05 | 2/6 | 90-135  | Ricard   | Josep     | Miravalles |
| Ajuntament de Xeraco   | 04 | 1/6 | 90-135  | Montaner | Canari    | Dorín      |
| Ajuntament de Simat    | 03 | 1/6 | 75-145  | Moncho   | Coeter II | Néstor     |

Feta la classificació, casualment les dos últimes partides enfrontaren als quatre equips finalistes, amb les quatre primeres posicions de la taula encara en joc. La primera, disputada dissabte 29 a la Llosa, enfrontava els primers classificats (Oliva) amb els quarts (El Genovés): els tres primers jocs es guanyaren alternativament del traure (5 per 10 a favor dels blaus), però a partir del quart, molt disputat (5 per 15), els blaus dominaren clarament l'enfrontament, amb Tonet en bona forma; Pablo, per contra, no jugà com acostuma i el seu equip, de roig, perdé 5 a 25, un resultat que feu empatar a punts tots els finalistes fins al desenllaç de l'última partida. Jugada al sendemà a Dénia entre els equips de Barxeta i d'Alzira, el trio blau mamprengué fort i feu tres jocs consecutius; encara que Briscà rebé una pilotada en la monyica, ell i Moltó reviscolaren fins a igualar a 20, però Ian feu l'últim joc net al traure. El resultat, ajustat, comportà la repartició dels tres punts i la pujada d'ambdós equips fins als dos primers llocs de la taula, amb la qual cosa no es tornarien a enfrontar en semifinals.

## Semifinals
El sorteig dels trinquets per a les semifinals es feu dimarts 2 de maig a l'antiga seu de Bancaixa, ja que la seua successora Bankia patrocinà les últimes partides de la Lliga de Raspall, com també les de la d'escala i corda: els onze raspallers classificats acudiren a l'acte, en el qual quedaren configurades ambdós semifinals per a goig dels equips del Genovés i d'Alzira, que trobaren favorables els trinquets que els havien tocat.
La primera, divendres 5 de maig, la disputaren Moltó i Brisca contra Sergio, Tonet i Ricardet al trinquet del Genovés, on la parella havia perdut en sabatera al principi de la fase regular i el trio jugava de blau com a equip local: la reballada afavorí els rojos, que feren el primer joc al dau, però els tres següents foren per als blaus (5 per 15); a partir d'eixe moment el trio decaigué i perdé els tres jocs següents, el segon dels quals net, abans de poder-ne fer un altre per a igualar a 20, però en passar Moltó al dau, la seua treta fon definitòria per a guanyar l'últim joc i el pas a la final.
L'altre parcial es jugà l'endemà, dissabte 6, a la Llosa: el trio roig de Pablo, Sanchis i Raül començà al dau amb força i els blaus Ian, Roberto i Lorja encara gelats, varen perdre el primer joc, però els dos equips marcaren alternativament fins al 15 per 10; llavors els rojos, esperonats per Sanchis, trencaren el dau d'Alzira i guanyaren els dos últims jocs i la partida amb un clar 25 per 10. Els altres finalistes, Moltó i Brisca, assistiren com a públic i es varen fotografiar en acabant amb llurs oponents per a les finals.

## Finals
Les entrades anticipades per a la primera final, a huit euros en les galeries i deu en l'escala, es vendran el dimecres de la mateixa setmana al Genovés i Barxeta, i dijous i divendres al trinquet de Bellreguard durant les partides setmanals; les localitats per a les altres dos finals costaran deu o dotze euros segons el lloc del trinquet. La final es presentà eixe dimecres a la Diputació de València, amb la presència de les autoritats i dels cinc raspallers finalistes: tots varen apuntar que no es repetiria el resultat de la primera partida, sabatera, que les forces estaven igualades i que oferirien un bon espectacle; ambdós equips coincidiren en l'estratègia d'intentar anul·lar el mitger contrari. Arribat diumenge de matí a Bellreguard, la parella jugà de roig i amb les travesses a favor, malgrat el resultat sabater en la primera jornada de lliga contra el mateix trio: no obstant això, la reballada afavorí els blaus, els quals feren el primer joc net del dau, capgiraren la postura i mantingueren l'avantatge fins al 10 per 15, amb tres vals a favor per al 20, però foren els rojos els que igualaren, trencaren el dau i guanyaren la partida 25 per 15.
El campionat acabà en la segona final, disputada una setmana més tard, diumenge 21 a Oliva: els rojos, Moltó i Brisca, guanyaren la reballada i eixiren al traure, però els blaus els feu el primer joc net; els rojos reaccionaren amb igualada del rest i, amb molta oposició del trio, el primer joc del dau (10 per 5). Malgrat la bona defensa de Pablo, Sanchis i Raül, la parella tingué millor sort en la consecució del quinze i aprofità la indefinició del trio per a avançar-los 20 a 5, en passar al dau, els blaus encara feren un altre joc, però Brisca i Moltó no els en deixaren fer més i tancaren la partida 25 a 10.